# La taverna delle stelle
La taverna delle stelle (Stage Door Canteen) è un film del 1943 diretto da Frank Borzage.
È una commedia musicale statunitense a sfondo romantico con vari attori e varie celebrità, molte delle quali appaiono in brevi cameo. Il film, realizzato in tempo di guerra, celebra l'opera della Stage Door Canteen, locale creato a New York City come centro ricreativo per militari in permesso, sia statunitensi che alleati, affinché socializzassero o fossero intrattenuti da celebrità teatrali o cinematografiche dell'epoca.

## Trama
Il soldato Smith si reca a New York prima del suo servizio durante la Seconda Guerra Mondiale e incontra Eileen, una dipendente a cui è stato imposto di mantenere una relazione solo professionale con le truppe. (fonte ricerca Google)
La 'Taverna delle stelle' è il ritrovo istituito a New-York durante la guerra per lo svago dei soldati e marinai di passaggio, nel quale hanno aderito a servire ragazze di patriottici sentimenti ed a prodursi i più noti artisti dello schermo, danzatrici, ballerine e orchestre famose coi loro più virtuosi solisti. Vi sono alcuni episodi sentimentali ma una trama vera e propria non esiste. E' una rivista dove si canta, si danza, si suona quasi senza interruzione e vi figurano, magari anche solo di passaggio, le più note personalità dello schermo di Hollywood. (fonte https://www.cinematografo.it/film/la-taverna-delle-stelle-l1fjw1eg)

## Produzione
Il film, diretto da Frank Borzage su una sceneggiatura di Delmer Daves, fu prodotto dallo stesso Borzage e da Sol Lesser tramite la Sol Lesser Productions. Fu girato a Fort MacArthur (San Pedro, Los Angeles), nei Fox News NY Studios (Manhattan, New York) e nei RKO-Pathé Studios a Culver City (California) dal 30 novembre 1942 al gennaio 1943. Il vero Stage Door Canteen sulla 44ª strada di New York non poteva essere utilizzato per le riprese perché era impegnato. La struttura fu ricreata negli studios della RKO Radio Pictures a Culver City.

## Distribuzione
Il film fu distribuito con il titolo Stage Door Canteen negli Stati Uniti dal 24 giugno 1943 al cinema dalla United Artists.
Altre distribuzioni:
- in Messico il 22 gennaio 1944 (Un cuento de amor)
- in Australia il 31 marzo 1944
- in Portogallo il 6 ottobre 1944 (Chuva de Estrelas)
- in Svezia il 1º dicembre 1944 (Den stora stjärnparaden)
- in Danimarca il 23 dicembre 1946 (Vi mødes på Broadway)
- in Spagna il 5 aprile 1947 (Tres días de amor y fe)
- in Francia il 29 ottobre 1948 (Le cabaret des étoiles)
- in Brasile (Noivas de Tio Sam)
- in Finlandia (Tähtien kanttiini)
- in Grecia (T' asteria se synagermo)
- in Italia (La taverna delle stelle)

### Critica
Secondo il Morandini è un film realizzato "a scopi patriottici per illustrare l'attività delle Stage Door Canteens".